# Comité international spécial des perbutations radioélectriques
Comité international spécial des perbutations radioélectriques (CISPR) är en internationell organisation som utarbetar normer beträffande av människors verksamhet alstrade elektromagnetiska störningar som påverkar mottagningen av radiosignaler av alla de slag. CISPR:s normer är vägledande för bestämmelser i Internationella Radioreglementet  om vilka störningsnivåer som inte får överskridas av den störande parten, och vilka nivåer som måste accepteras av den störda parten. Man har därvid i huvudsak ägnat sig åt de radiofrekvensband, som enligt Radioreglementet är avdelade för rundradiotjänsten.
1. ↑  Radioreglementet är en bilaga till Internationella telekonventionen.